# 利摩日瓷器
利摩日瓷器是法國利摩日（Limoges）市及其周邊地區的工廠在18世紀末期開始生產的硬質瓷。當地附近地表富含高嶺土，自18世紀起得到大規模開採，所產瓷器銷往法國及歐洲各地。